# Monjiviricetes
Classe
Familles de rang inférieur
- Jingchuvirales
  - Chuviridae
- Mononegavirales
  - Artoviridae
  - Bornaviridae
  - Filoviridae
  - Lispiviridae
  - Mymonaviridae
  - Nyamiviridae
  - Paramyxoviridae
  - Pneumoviridae
  - Rhabdoviridae
  - Sunviridae
  - Xinmoviridae

Les Monjiviricetes sont une classe de virus à ARN monocaténaire de polarité négative qui infectent les champignons, les plantes et les animaux,. Le taxon est construit à partir des deux ordres qui composent cette classe, les Mononegavirales et Jingchuvirales avec le suffixe -viricetes propre aux classes de virus.

## Phylogénie

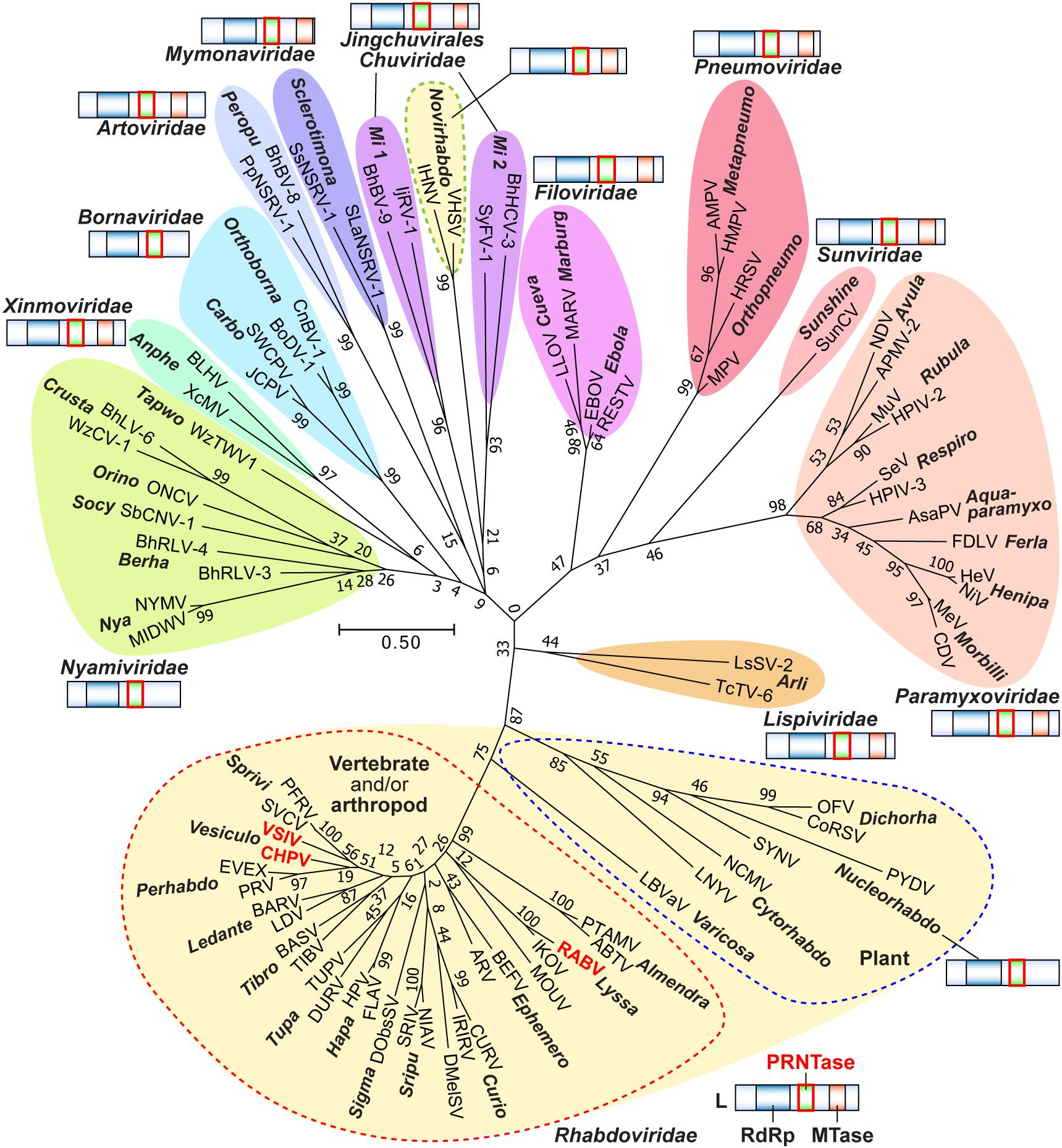
Arbre phylogénétique des Monjiviricetes